# Laroque-des-Arcs
Laroque-des-Arcs era una comuna francesa situada en el departamento de Lot, de la región de Occitania, que el 1 de enero de 2017 pasó a ser una comuna delegada de la comuna nueva de Bellefont-la-Rauze al fusionarse con las comunas de Cours y Valroufié.

## Demografía
| Gráfica de evolución demográfica de Laroque-des-Arcs entre 1800 y 2014 |
|                                                                        |

Los datos demográficos contemplados en este gráfico de la comuna de Laroque-des-Arcs se han cogido de 1800 a 1999 de la página francesa EHESS/Cassini, y los demás datos de la página del INSEE.